# AS 로마
아소차치오네 스포르티바 로마(이탈리아어: Associazione Sportiva Roma S.p.A.)는 이탈리아의 수도 로마를 연고지로 하는 축구 클럽이다. 보통 AS 로마(AS Roma 아에세 로마[*]) 혹은 더 줄여서 로마로 부른다. 이탈리아 프로 축구 최상위 리그인 세리에 A에 속해있다.
1927년 창단했으며, 세리에 B로 강등된 1951-52 시즌을 제외하고 계속해서 세리에 A에 속해 있다. 세리에 A에서 3회(1941-42, 1982-83, 2000-01), 코파 이탈리아에서는 총 9회 우승하였다. 유럽 무대에선 1960-61 시즌 인터시티스 페어스컵에서 우승을 차지하였다. 하지만, 1983-84 시즌 유러피언컵과 1990-91 시즌 UEFA컵에서 아쉽게 준우승의 성적을 거두었다. 가장 최근에는 2021-22년 UEFA 유로파컨퍼런스리그에서 우승을 기록했다.
홈 경기장은 스타디오 올림피코이며, 이 경기장을 SS 라치오와 공유하고 있다. 이 경기장에서 UEFA 챔피언스리그 2008-09 결승전이 열렸다.

## 역사
AS 로마는 역사에서 3번의 세리에 A 우승을 하는 등 이탈리아 축구에서 좋은 성적을 거두어 왔다. 제2차 세계 대전 기간이었던 1941-42 시즌 로마는 멋진 모습과 좋은 경기를 펼치면서 첫 우승을 하였지만, 전쟁으로 리그가 중단되고 다시 재개되었을 때, 로마는 첫 번째로 우승하였을 때의 모습을 보여주지 못했다. 로마의 두 번째 우승은 디노 비올라 구단주가 팀을 경영할 때 닐스 리에트홀름 감독의 지휘 아래 로마가 세리에 A에서의 2번째 우승을 거두었을 때이다. 이 시즌에 챔피언스리그의 전신인 유로피언 컵 결승에도 올라갔지만, 승부차기에서 패배하여 준우승을 차지하였다. 세리에 A 3번째 우승은 2000년대 초반에 이루었다. 2000-2001 시즌, 우승제조기로 불리는 이탈리아인 명감독 파비오 카펠로의 지휘 아래 세리에 A 3번째 우승을 한다. 하지만, 카펠로는 로마의 팬들에게 그리 사랑받지 못한 감독이었다.

### AS로마의 시작(1927년~1940년)
20세기 초 로마는 영국의 수도 런던과 비슷하게 매우 많은 중소 클럽이 있었다. 1927년 로마를 연고지로 한 팀은 SS 라치오, 알바, 포르티투도, 로만이 남았다. 그러나 이탈리아 북부에 있는 팀들이 계속 리그 우승을 장악하자, 알바, 포르티투도, 로만은 이탈리아 북부의 클럽에 대항하려면 힘을 합쳐야 한다고 생각했고, 이런 결과로 1927년 여름 로마 연합(Associazione Sportiva Roma SpA)이 탄생하게 되었다. 라치오는 이 통합을 거절했다. 이 통합은 알바의 인기, 포르티투도의 선수, 로만의 재정이 합쳐졌기 때문에 통합은 성공적이었다.
초대 구단주 자리는 이탈로 포스키, 전 알바의 감독인 피에트로 피셀리와 포르티투도의 감독이었던 조셉 킹이 임시 감독이 되었고 선수들은 통합한 3팀에서 최고의 선수로 구성되었고, 통합 때문에 수십 명의 선수가 퇴출당하였다. 구장은 관중 수용 문제로 알바의 모토벨로드로모 아피오 경기장을 쓰고 이곳에서 첫 경기를 가졌다. 1929년 캄포 테스타치오 경기장이 만들어지자, 모토벨로드로모 아피오 경기장에서 캄포 테스타치오 경기장으로 구장을 이전했다.
로마는 1930-31 시즌 리그에서 2위라는 성적을 거두었다. 이 시기의 주요 선수로는, 주장 아틸리오 페라리스, 귀도 마세티, 풀비오 베르다느디니, 로돌포 폴크가 있었다.
1934-35 시즌 구단주 레나토 세사도티는 주장 아틸리오 페라리스에게 라치오와의 더비전에서 3:3으로 비긴 책임을 덮어씌워 팀 훈련에 참가를 못하게 하였다. 하지만, 페라리스는 월드컵 대표팀에 합류하여 우승을 거두었고, 그 후 로마의 두 상징이라 할 수 있는 페라리스와 풀비오 베르다느디니는 클럽과 마찰이 생겼다. 마찰이 생긴 이후, 풀비오 베르다느디니는 로마에 남겠다고 했지만, 주장인 아틸리오 페라리스는 로마를 떠나 라치오로 가겠다고 했다. 이 사건은 로마의 서포터들을 화나게 하였지만, 결국 1934년 데르비 델라 카피탈레에서 로마의 팬들은 라치오 유니폼을 입은 로마의 전 주장 아틸리오 페라리스를 보게 되었다.
그 후 팀이 침체기에 빠지자, 로마는 검은 해적이란 별명을 가진 아르헨티나 태생 공격수 엔리케 구이이타를 영입하게 된다. 루이지 바르베시노가 감독을 하던 기간에, 1935-36 시즌 리그 첫 우승을 할 뻔했지만, 볼로냐 FC에게 승점 1포인트 차로 밀려 아쉽게 2위를 하였다.

### 첫 우승(1941년~1979년)
그 후 로마는 1942년 6월 14일 모데나와의 홈 마지막 경기에서 2:0 승리를 거두면서 1941-42 시즌, 첫 리그 우승을 차지한다. 18골을 넣은 로마 출신 아메데오 아메데이와 감독 알프레드 샤퍼가 있었기 때문에 가능했던 리그 2번째 우승이었다.
제2차 세계 대전이 종전되고, 로마는 1940년대 초반의 모습과 달리 약한 모습을 보이게 된다. 1950-51 시즌 결국 로마는, 이탈리아의 2부 리그인 세리에 B로 강등된다. 하지만, 쥐세페 비아니 감독이 한 시즌 만에 세리에 A 승격을 이루어낸다.
다시 세리에 A로 돌아오고, 로마는 상위권 클럽으로 도약하기 위해, 에지스토 판돌피니, 디노 다 코스타, 덴마크 국적의 선수 헬게 브로니를 영입하게 된다. 잉글랜드 출신 감독 제시 카버의 아래서 1954-55 시즌 2위였던 우디네세가 부정행위로 처벌받아 로마는 1954-55 시즌 공식적으로 2위를 차지한다. 로마는 리그의 상위권 4개 팀이 아니었긴 하나, 컵 대회 우승을 어느 정도 기록하였다. 1960-61 시즌 UEFA 컵의 전신인 인터시티스 페어스컵에서 결승전에서 맞붙은 버밍엄 시티 4:2의 점수로 이기면서 국제 대회에서 첫 우승을 기록했다. 2년 뒤인 1963-64 시즌 코파 이탈리아에서 결승전에서 만난 토리노 FC를 1:0으로 이기면서 처음으로 코파 이탈리아 우승컵을 획득한다. 몇 년 뒤인 1968-69 시즌 코파 이탈리아에서 2번째 우승을 기록한다. 이 시기에 활약한 선수인 로마의 심장(Core de Roma)이라는 별명으로 불렸던 지아코모 로시가 1969년, 38살에 은퇴하였다. 지아코모 로시는 로마가 출전한 모든 대회에서 450경기 출전을 함으로써 AS 로마의 최다출전 기록자였으나, 2007년 1월 프란체스코 토티가 로마 소속으로 451번째 경기에 나서며 갱신하였다. 지아코모 로시의 기록은 38년간 유지되었다.
AS 로마는 1972년 앵글로-이탈리안컵 결승전에서 블랙풀을 상대로 3:1 승리를 거두며 또 다른 컵 대회 우승을 차지한다. 로마는 1970년대 리그에서 상위권을 가끔 차지하였고, 1974-75 시즌에 거둔 3위가 로마가 1970년대에 거둔 가장 높은 세리에 A 순위였다. 잔카를로 데 시스티나 프란체스코 로차 같은 유명 선수가 뛰었던 시기이기도 하다.

### 명암의 공존기(1979년~1999년)
로마의 새로운 성공 시기는 1979-80년대 코파 이탈리아에서 또다시 결승전에서 만난 토리노와의 경기에서 승부차기에서 승리하면서 시작되었다. 1980-81 시즌 로마는 약간의 승점 차이로 유벤투스 FC에게 밀려 2위를 차지한다. 전 AC 밀란 선수였던, 닐스 리에트홀름이 팀을 감독하던 시기 동안, 두 번째 리그 우승을 거두었다. 1982-83 시즌 첫 우승을 한 지 41년 만에 이루어내어, 수도인 로마는 축제 분위기가 되었다. 두 번째 우승의 주요 선수로는 브루노 콘티, 아고스티노 디 바르톨로메이, 로베르토 프루쪼, 로베르트 팔칸이 있었다.
1983-84 시즌 리그에서 2위를 하면서 코파 이탈리아 우승을 차지하였고, 1984년 유로피언 컵(현 유럽 챔피언스리그)에서는 결승전에서 리버풀 FC와의 경기에서 로베르토 프루쪼가 골을 기록하면서 1:1 무승부로 승부차기까지 갔지만, 승부차기에서 리버풀의 골키퍼인 브루스 그로벨라의 선방에 막혀서 아쉽게 준우승을 기록했다. 1985-86 시즌 삼프도리아를 코파 이탈리아에서 3:2로 이기면서 우승을 차지하고, 리그는 2위를 차지한다. 1987-88 시즌 리그에서 3위를 기록하고, 1991년에는 UEFA 컵 결승전에서 인테르나치오날레에게 2 - 1로 패배하면서 준우승을 차지했지만, 코파 이탈리아에선 7번째 우승을 차지하였다. 코파 이탈리아 우승 팀과 리그 우승 팀이 맞붙는 컵대회인 수페르코파 이탈리아나에서 리그 우승 팀 삼프도리아에 패배하면서 준우승을 기록하였다. 이 시기의 로마는 구단의 역사에서 가장 성공적인 모습을 보여주었다.
그리고 1990년대 안 좋은 모습을 보였는데, 1990년대에서 가장 높은 성적은 1997-98 시즌 리그 4위를 기록한 시즌이다.

### 새로운 세기(2000년~현재)

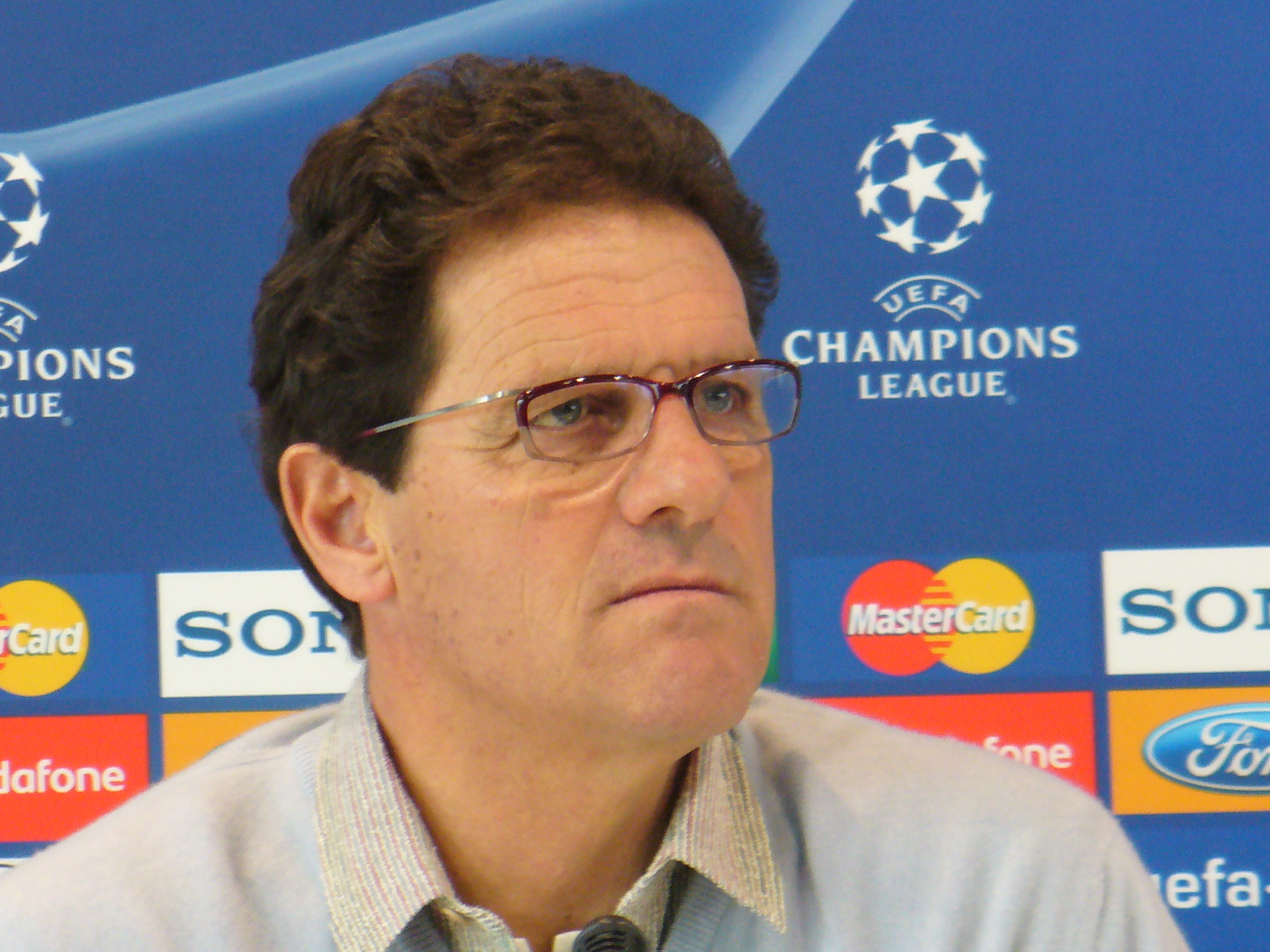
2000-2001 시즌 우승을 한 감독 파비오 카펠로

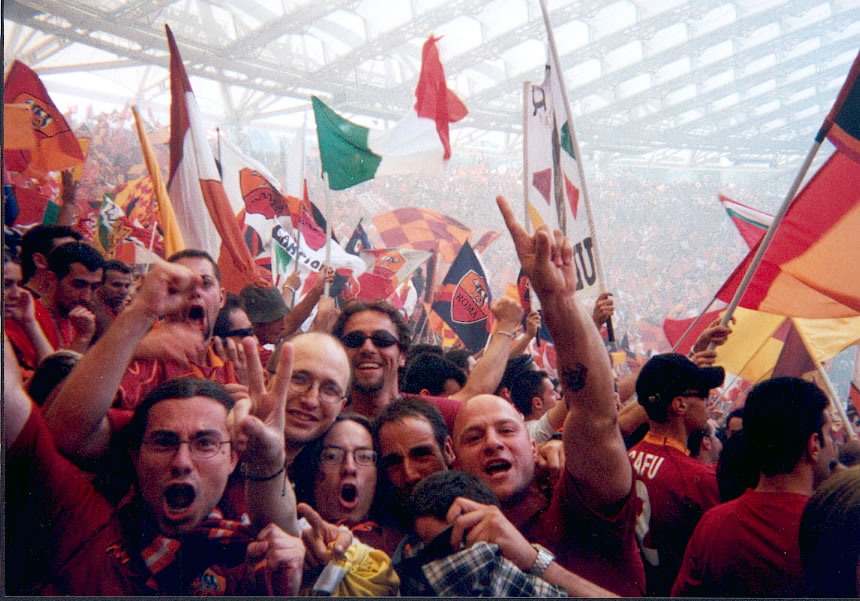
마지막 경기에서 파르마를 3:1로 이겼을 때 서포터들의 모습

2000년대 들어, 로마는 멋진 모습을 보여주면서 2000-01 시즌 감독 파비오 카펠로의 지휘 아래 세리에 A 세 번째 우승을 차지한다. 우승을 결정짓는 마지막 파르마 FC와의 경기에서 3:1로 이기면서 유벤투스 FC와 리그 승점 2포인트 차이로 우승을 차지하였다.
전 로마의 주장인 프란체스코 토티는 3번째 우승의 주역이면서 클럽의 역사에 남은 선수로, 클럽의 각종 기록을 깨고 있다. 또 다른 3번째 우승을 하는 데 공헌한 중요 선수로는 알다이르, 카푸, 빈첸초 몬텔라, 가브리엘 바티스투타가 있다.
다음 시즌인 2001-02 시즌에는 리그 승점 1포인트 차이로 유벤투스 FC에게 밀려 2위를 차지하였고, 로마는 2000-01 시즌 우승 이후 최근 6시즌 동안 준우승을 4번이나 하면서 리그 우승을 기록하지 못하고 있다.

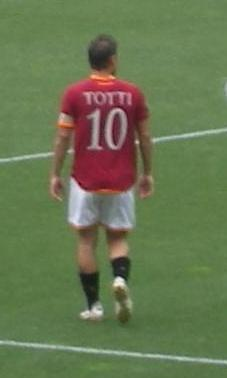
전 주장 프란체스코 토티

2006년 이탈리아에서는 세리에 A 승부 조작 사건이 일어났다. AS 로마는 이 사건에 대해 혐의가 없었고, 이 사건에 대한 결과로 2005-06 시즌의 순위가 조정되어 로마는 2위를 차지하였다. 승부 조작 사건이 일어났던 2005-06 시즌에 로마는 코파 이탈리아에서 준우승하였다.
2006-07 시즌 UEFA 챔피언스리그에서는 맨체스터 유나이티드를 만나 8강에서 탈락하였다. 리그는 인테르와의 승점 차이가 22포인트까지 나는 큰 차이로 2위를 기록하였다. 하지만, 코파 이탈리아에서는 결승전에서 인테르를 만나, 우승을 거두었다. 그리고 시즌 초에 열린 수페르코파 이탈리아나에서 인테르를 상대로 1:0 승리를 거두었다. 2007-08 시즌, UEFA 챔피언스리그에서 조 2위로 진출, 16강에서 레알 마드리드와 만나서 홈과 원정에서 두 번 다 승리를 거두면서 8강에 진출했으나, 또 다시 8강에서 맨체스터 유나이티드를 만나서 탈락했다. 리그는 1위 인테르와 승점 3포인트 차이로 준우승했고, 코파 이탈리아에서 결승전에서 인테르를 만나, 우승을 거두었다.
그러나 08-09 시즌, 로마는 우승 트로피를 얻기 위해 야심찬 영입들을 추진했다. 그 결과 줄리우 바프티스타와 시모네 로리아가 로마에 입단했는데, 그 둘은 완전히 충격적인 활약을 펼쳤다. 특히 줄리우 바프티스타는 시즌 초 챔피언스리그 보르도전에서 2골을 넣는 맹활약을 했으나, 챔피언스리그 16강 아스날 2차전에서 완벽한 1:1찬스를 놓치며 챔피언스리그 탈락으로 이끌었다. 시모네 로리아는 출전 경기수보다 출전 경기에서 실점한 점수가 더욱 많을 정도의 활약을 펼치며 팀을 세리에 A 6위로 떨어지게 하였다.
09-10시즌 초반에는 팀이 하위권으로 떨어져 루차노 스팔레티 감독이 사의를 표하며 물러나게 되었고, 클라우디오 라니에리 감독이 새로 부임했다. 클라우디오 라니에리는 팀을 재정비 하여 25경기 연속 무패를 기록하는 등 상승세를 계속하여 리그 후반에는 잠깐 FC 인테르나치오날레 밀라노를 밀어내고 1위에 오르기도 하지만 삼프도리아에게 충격의 역전패를 당하며 결국 다시 통한의 준우승을 기록하게 된다.
10-11시즌 시작전에는 구단주인 로젤라 센시가 이끄는 기업이 우디크레딧은행에 파산 신청을 하면서 로마가 새로운 구단주를 찾기 시작하였고, 그리하여 2011년 4월 16일 이탈리아계 미국인 자본가 토마스 디베네디토가 인수를 하여 세리에 A 최초의 외국인 구단주가 탄생하였다. 또한 리그 초반 안좋은 상황에서 팀을 서서히 끌어올리는 듯 했던 클라우디오 라니에리 감독은 2011년 2월, 로마의 홈에서 열린 UEFA 챔피언스리그 16강 1차전 FC 샤흐타르 도네츠크에게 2-3 패배와 제노아와의 리그 경기에서 전반 3-0으로 리드하다 후반 대량 실점을 허용하며 3-4로 패한 경기 직후에 사임하였고, 남은 시즌은 과거 AS 로마의 공격수였던 빈첸초 몬텔라가 지휘봉을 잡게 되었다. 하지만 빈첸초 몬텔라 또한 6위라는 좋지 않은 성적으로 시즌을 마감하며 시즌 종료 후에 경질 당했다.
11-12시즌 시작전에는 FC 바르셀로나 B팀 감독이던 루이스 엔리케 감독 영입을 시작으로 미랄렘 퍄니치, 보얀 크르키치, 마르턴 스테켈렌뷔르흐, 파블로 오스발도, 호세 앙헬, 파비오 보리니 등 공수 양면에서 많은 선수를 영입함과 동시에 제레미 메네즈, 미르코 부치니치와 같은 선수를 팔며 FC 바르셀로나식의 점유율을 중시하는 공격축구를 구사하겠다고 표방하였다. 하지만 시즌 초반 UEFA 유로파리그 최종 플레이오프에서 탈락을 시작으로 선수들이 전술에 쉽게 녹아들지 못하는 모습을 보이며 부진한 모습을 보였다. 이후 중반을 지나면서 파비오 보리니가 기대이상의 대 활약을 펼치며 다소 안정기에 접어드는듯 보였지만 후반기에 다시 극심한 부진을 보이며 최종순위 7위를 기록하였고, 유럽대회 진출에 실패함은 물론 새로운 프로젝트를 실행하는 선두주자였던 루이스 엔리케 감독마저 성적에 대한 극심한 스트레스로 사임하였다.
12-13시즌에 페스카라 칼초를 세리에 A를 승격시킨 즈데네크 제만 감독을 선임하였고 그는 2-0-8이라는 아주 공격적인 축구를 선보이며 축구팬들에게 강한 인상을 펼쳤으나 꾸준한 성적을 거두는데 실패하였고 후반기에 접어들자마자 SSC 나폴리와 칼초 카타니아에 연패를 허용했고, 이후 리그와 컵 대회 네 경기서 2승 2무로 무패 행진을 이어갔으나, 칼리아리 칼초에 홈에서 충격패를 허용하고 말았다. 결국에는 로마 이사진들은 즈데네크 제만 감독을 해임시키고 팀의 코치인 아우렐리오 안드레아치오니를 선임하였다.
13-14시즌 시작전에는 릴 OSC 감독이던 뤼디 가르시아 감독을 영입하였다. 2016년 1월에 뤼디 가르시아를 경질하고 루차노 스팔레티를 감독으로 선임했다.

## 선수

### 현재 선수 명단
2024년 9월 14일
참고: FIFA 자격 규정에 따라 소속된 국가대표팀 국기를 표시합니다. 선수는 복수의 FIFA 비회원국 국적을 가지고 있을 수 있습니다.
| 번호 | 포지션 | 국적           | 이름                                           |
| ---- | ------ | -------------- | ---------------------------------------------- |
| 3    | DF     |                | 앙헬리뇨                                       |
| 4    | MF     |                | 브리안 크리스탄테 (3주장)                      |
| 5    | DF     | 코트디부아르   | 에방 은디카                                    |
| 7    | MF     |                | 로렌초 펠레그리니 (주장)                       |
| 11   | FW     | 우크라이나     | 아르템 도우비크                                |
| 12   | DF     | 사우디아라비아 | 사우드 압둘하미드                              |
| 14   | FW     | 우즈베키스탄   | 엘도르 쇼무로도프                              |
| 15   | DF     |                | 마츠 후멜스                                    |
| 16   | MF     |                | 레안드로 파레데스                              |
| 17   | MF     |                | 콰디오 코네 (보루시아 묀헨글라트바흐에서 임대) |
| 18   | FW     |                | 마티아스 소울레                                |
| 19   | DF     | 튀르키예       | 제키 첼리크                                    |
| 21   | FW     |                | 파울로 디발라                                  |

| 번호 | 포지션 | 국적     | 이름                                     |
| ---- | ------ | -------- | ---------------------------------------- |
| 22   | DF     |          | 마리오 에르모소                          |
| 23   | DF     |          | 잔루카 만치니 (부주장)                   |
| 26   | DF     |          | 사무엘 달                                |
| 28   | MF     |          | 엔조 르 페                               |
| 35   | MF     |          | 톰마소 발단치                            |
| 56   | FW     |          | 알렉시스 살레마커르스 (AC 밀란에서 임대) |
| 59   | MF     |          | 니콜라 잘레프스키                        |
| 61   | MF     |          | 니콜로 피실리                            |
| 66   | DF     |          | 부바 상가레                              |
| 89   | GK     |          | 레나토 마린                              |
| 92   | FW     |          | 스테판 엘 샤라위                         |
| 98   | GK     |          | 매슈 라이언                              |
| 99   | GK     | 세르비아 | 밀레 스빌라르                            |

### 임대 선수 명단
참고: FIFA 자격 규정에 따라 소속된 국가대표팀 국기를 표시합니다. 선수는 복수의 FIFA 비회원국 국적을 가지고 있을 수 있습니다.
| 번호 | 포지션 | 국적     | 이름                                       |
| ---- | ------ | -------- | ------------------------------------------ |
| —    | GK     |          | 다비데 마스트란토니오 (밀란 푸투로로 임대) |
| —    | DF     |          | 얀 올리베라스 (디나모 자그레브로 임대)     |
| —    | DF     | 알바니아 | 마라쉬 쿰불라 (에스파뇰로 임대)            |
| —    | DF     |          | 마테오 플라이아 (페루자로 임대)            |
| —    | DF     |          | 윌리암 페올라 (코모로 임대)                |
| —    | MF     | 감비아   | 에브리마 다르보에 (프로시노네로 임대)      |

| 번호 | 포지션 | 국적     | 이름                                |
| ---- | ------ | -------- | ----------------------------------- |
| —    | MF     |          | 에도아르도 보베 (피오렌티나로 임대) |
| —    | MF     |          | 리카르도 파가노 (카탄차로로 임대)   |
| —    | FW     |          | 루이지 체루비니 (카라레세로 임대)   |
| —    | FW     |          | 마누엘 나르도치 (파르마로 임대)     |
| —    | FW     |          | 올라 솔바켄 (엠폴리로 임대)         |
| —    | FW     | 잉글랜드 | 태미 에이브러햄 (AC 밀란으로 임대)  |

### 영구 결번
참고: FIFA 자격 규정에 따라 소속된 국가대표팀 국기를 표시합니다. 선수는 복수의 FIFA 비회원국 국적을 가지고 있을 수 있습니다.
| 번호 | 포지션 | 국적 | 이름                        |
| ---- | ------ | ---- | --------------------------- |
| 10   | MF     |      | 프란체스코 토티 (1992~2017) |

## 역대 구단주
AS 로마는 프랑코 센시가 소유하고 있었지만, 2004년 건강 악화를 이유로 그의 딸인 로젤라 센시에게 구단주 자리를 물려주었다. 프랑코 센시는 2008년 타계했으며, 그 후 센시가의 모기업의 재정악화로 2011년 은행의 관리를 받게 되고 미국의 사업가 토마스 디 베네디토가 구단주로 취임하게 되었다. 이후 2012년 토마스 디 베네디토와 같은 컨소시엄을 구성하던 제임스 팔로타가 구단주로 취임했다. 다음 표에는 1927년부터 로마의 역대 구단주의 이름과 부임 연도를 정리하였다.
| 이름                                       | 연도      |
| ------------------------------------------ | --------- |
| 이탈로 포스키                              | 1927~1928 |
| 레나토 사세도티                            | 1928~1934 |
| 비토리오 스시아로자                        | 1934~1936 |
| 아이기노 베티니                            | 1936~1941 |
| 에드가도 바지니                            | 1941~1943 |
| 피에르토 발다세레                          | 1943~1949 |
| 파이알 카를로 레스트아고노                 | 1949~1952 |
| 로몰로 바셀리                              | 1952      |
| 파이알 카를로 레스트아고노 레나토 사세도티 | 1952~1953 |
| 레나토 사세도티                            | 1953~1958 |
| 아나클레토 지아니                          | 1958~1962 |
| 이름                                       | 연도      |
| 프란체스코 마리니-데티나                   | 1962~1965 |
| 프랑코 이반젤리스틱                        | 1965~1968 |
| 프란체스코 라누치                          | 1968~1969 |
| 알바로 마치니                              | 1969~1971 |
| 가에타노 앤잘로네                          | 1971~1979 |
| 디노 비올라                                | 1979~1991 |
| 플로라 비올라                              | 1991      |
| 쥬세페 시아라피코                          | 1991~1993 |
| 프랑코 센시 피에르토 메아짜로마            | 1993      |
| 프랑코 센시                                | 1993~2004 |
| 로젤라 센시                                | 2004~2011 |
| 토마스 R.디베네데토                        | 2011~     |

## 역대 감독
AS 로마는 역사 동안 많은 감독이 팀을 이끌었다. 이 표는 감독들을 1927년부터 연대순으로 정한 것이다.
| 이름                | 국적     | 연도      |
| ------------------- | -------- | --------- |
| 월리엄 가버트       | 잉글랜드 | 1927~1929 |
| 귀도 바시아니       | 이탈리아 | 1929~1930 |
| 허버트 버지스       | 잉글랜드 | 1930~1932 |
| 라즐로 발           | 헝가리   | 1932~1933 |
| 라조스 코박스       | 헝가리   | 1933~1934 |
| 루이지 바르베시노   | 이탈리아 | 1934~1938 |
| 귀도 아라           | 이탈리아 | 1938~1939 |
| 알프레드 샤퍼       | 헝가리   | 1939~1942 |
| 게자 케르테츠       | 헝가리   | 1942~1943 |
| 귀도 마세티         | 이탈리아 | 1943~1945 |
| 지오반니 데그니     | 이탈리아 | 1945~1947 |
| 임레 센키           | 헝가리   | 1947~1948 |
| 루이지 브루넬라     | 이탈리아 | 1948~1949 |
| 풀비오 베르나르디니 | 이탈리아 | 1949~1950 |
| 아돌포 발론치에리   | 이탈리아 | 1950      |
| 피에르토 세란토니   | 이탈리아 | 1950      |
| 귀도 마세티         | 이탈리아 | 1950~1951 |
| 쥐세페 비아니       | 이탈리아 | 1951~1953 |
| 마리오 바지리엔     | 이탈리아 | 1953~1954 |
| 제시 카버           | 잉글랜드 | 1954~1956 |
| 조르주 사로시       | 헝가리   | 1956      |
| 귀도 마세티         | 이탈리아 | 1956~1957 |
| 알렉 스톡           | 잉글랜드 | 1957~1958 |

| 이름                 | 국적       | 연도      |
| -------------------- | ---------- | --------- |
| 군나르 노르달        | 스웨덴     | 1958~1959 |
| 조르주 사로시        | 이탈리아   | 1959~1960 |
| 알프레도 포니        | 이탈리아   | 1960~1961 |
| 루이스 카니질라      | 아르헨티나 | 1961~1963 |
| 네임 케리이지유      | 알바니아   | 1963      |
| 알프레도 포니        | 이탈리아   | 1963~1964 |
| 루이스 미로          | 스페인     | 1964~1965 |
| 후안 카를로스 로렌소 | 아르헨티나 | 1965~1966 |
| 오론조 풀리에즈      | 이탈리아   | 1966~1968 |
| 엘레니오 에레라      | 아르헨티나 | 1968~1970 |
| 루차노 테사리        | 이탈리아   | 1970      |
| 엘레니오 에레라      | 아르헨티나 | 1971~1972 |
| 토니노 티레비시아니  | 이탈리아   | 1972~1973 |
| 닐스 리에트홀름      | 스웨덴     | 1974~1977 |
| 구스타보 지아지노니  | 이탈리아   | 1978~1979 |
| 페루치오 발카레기    | 이탈리아   | 1979~1980 |
| 닐스 리에트홀름      | 스웨덴     | 1980~1984 |
| 스벤-고란 에릭손     | 스웨덴     | 1984~1986 |
| 안젤로 소르마니      | 이탈리아   | 1986~1988 |
| 닐스 리에트홀름      | 스웨덴     | 1988      |
| 루차노 스피노시      | 이탈리아   | 1988~1989 |
| 지지 라디세          | 이탈리아   | 1989~1990 |
| 오타비오 비안키      | 이탈리아   | 1990~1992 |

| 이름                     | 국적       | 연도      |
| ------------------------ | ---------- | --------- |
| 부야딘 보슈코브          | 세르비아   | 1992~1993 |
| 카를로 마쪼네            | 이탈리아   | 1993~1996 |
| 카를로스 비안치          | 아르헨티나 | 1996      |
| 닐스 리에트홀름          | 스웨덴     | 1996      |
| 이지오 셀라              | 이탈리아   | 1996      |
| 즈데네크 제만            | 체코       | 1997~1999 |
| 파비오 카펠로            | 이탈리아   | 1999~2004 |
| 체사레 프란델리          | 이탈리아   | 2004      |
| 루디 푈러                | 독일       | 2004      |
| 루이지 델 네리           | 이탈리아   | 2004~2005 |
| 브루노 콘티              | 이탈리아   | 2005      |
| 루차노 스팔레티          | 이탈리아   | 2005~2009 |
| 클라우디오 라니에리      | 이탈리아   | 2009~2011 |
| 빈첸초 몬텔라            | 이탈리아   | 2011      |
| 루이스 엔리케            | 스페인     | 2011~2012 |
| 즈데네크 제만            | 체코       | 2012~2013 |
| 뤼디 가르시아            | 프랑스     | 2013-2016 |
| 루차노 스팔레티          | 이탈리아   | 2016~2017 |
| 에우세비오 디 프란체스코 | 이탈리아   | 2017~2019 |
| 클라우디오 라니에리      | 이탈리아   | 2019      |
| 파울루 폰세카            | 포르투갈   | 2019~2021 |
| 조제 모리뉴              | 포르투갈   | 2021~2024 |
| 다니엘레 데 로시         | 이탈리아   | 2024      |

## 색, 클럽 문양과 별명

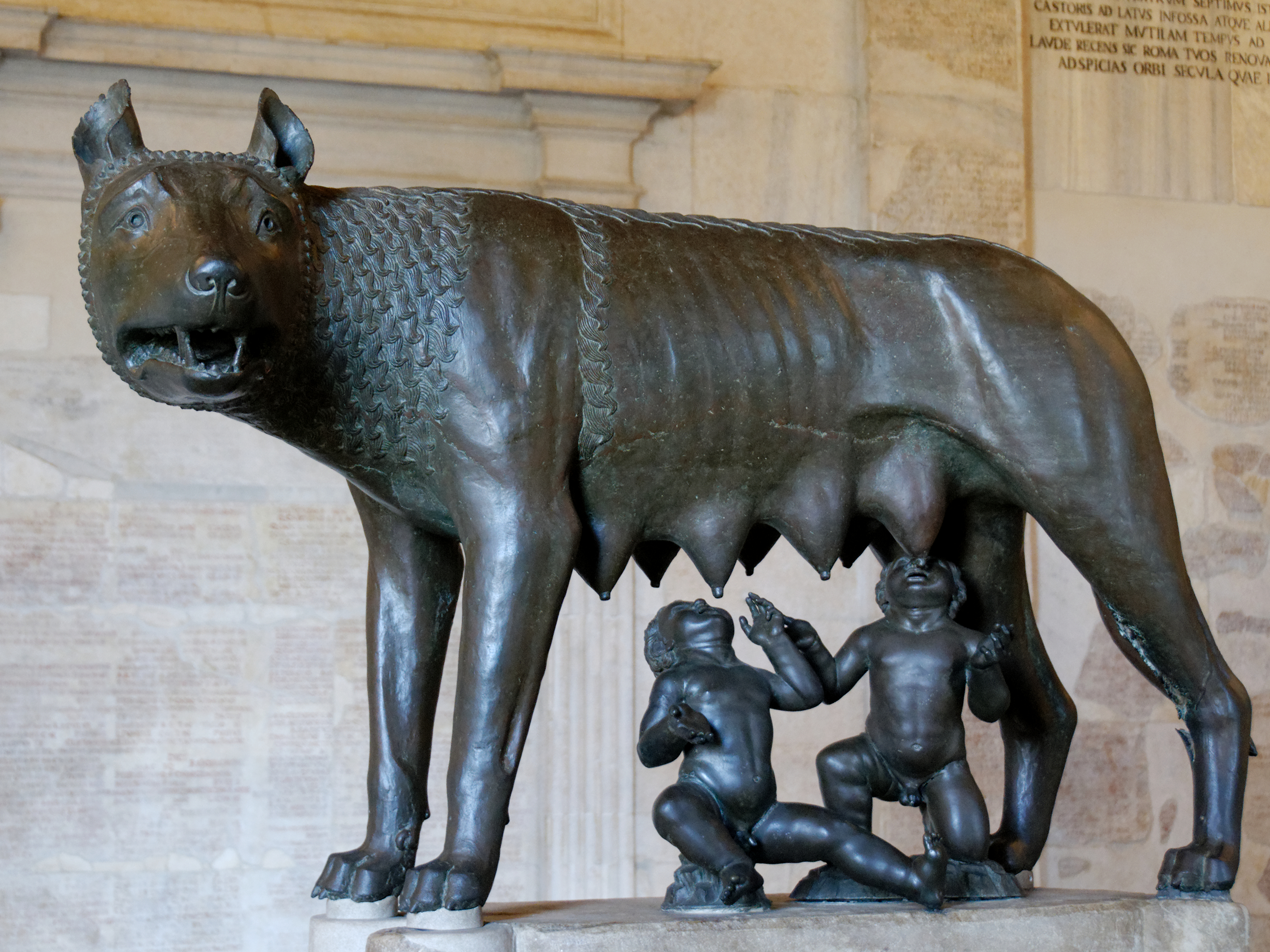
로물루스와 레무스에게 젖을 먹이는 늑대 청동상

AS 로마의 문양에 있는 2가지 색인 적갈색과 금색은 영원한 도시라는 별명을 가진 로마의 전통적인 색이다.
금색은 로마 가톨릭의 신을 상징하고, 적갈색은 로마 제국의 명성을 상징하는 색이다.
유니폼은 로마의 3클럽이 하나의 클럽으로 통합하면서 노란색, 빨간색의 유니폼을 입는 로만 축구 클럽의 유니폼을 입기로 하고, 이 때문에 로마의 별명 중 하나인 쟐로로씨(i giallorossi, 노란색·빨간색)가 생겨나게 된다.
유명한 별명 중 하나인 루피(i lupi, 늑대들)는 늑대가 AS 로마의 클럽 문양 역사에서 계속 사용됐기에 만들어졌다.
현재 AS 로마의 문양에는 로마 제국의 건국신화에 나오는 암컷 늑대와 두 아기인 로물루스, 레무스가 묘사되어 있다.

## 경기장

2006-07 시즌 로마 경기의 모습

올림피코 경기장(Stadio Olimpico)은 이탈리아 로마에 있는 경기장으로, 포로 이탈리코에 있다. 같은 연고지의 맞수인 SS 라치오와 함께 사용하는 경기장으로, 이탈리아 축구 국가대표팀도 사용한다.
1936년에 지어졌고, 수용 인원은 82,000명이 넘는다. 이탈리아에서 두 번째로 수용 인원이 많은 경기장으로, 이탈리아에서 이 경기장보다 더 수용 인원이 많은 경기장은 스타디오 주세페 메아차(산 시로)뿐이다.
또한, 5성 경기장으로, 챔피언스리그 결승전을 치를 수 있는 경기장이다. UEFA 챔피언스리그 2008-09 결승전이 열리는 경기장이다.

## 서포터와 라이벌

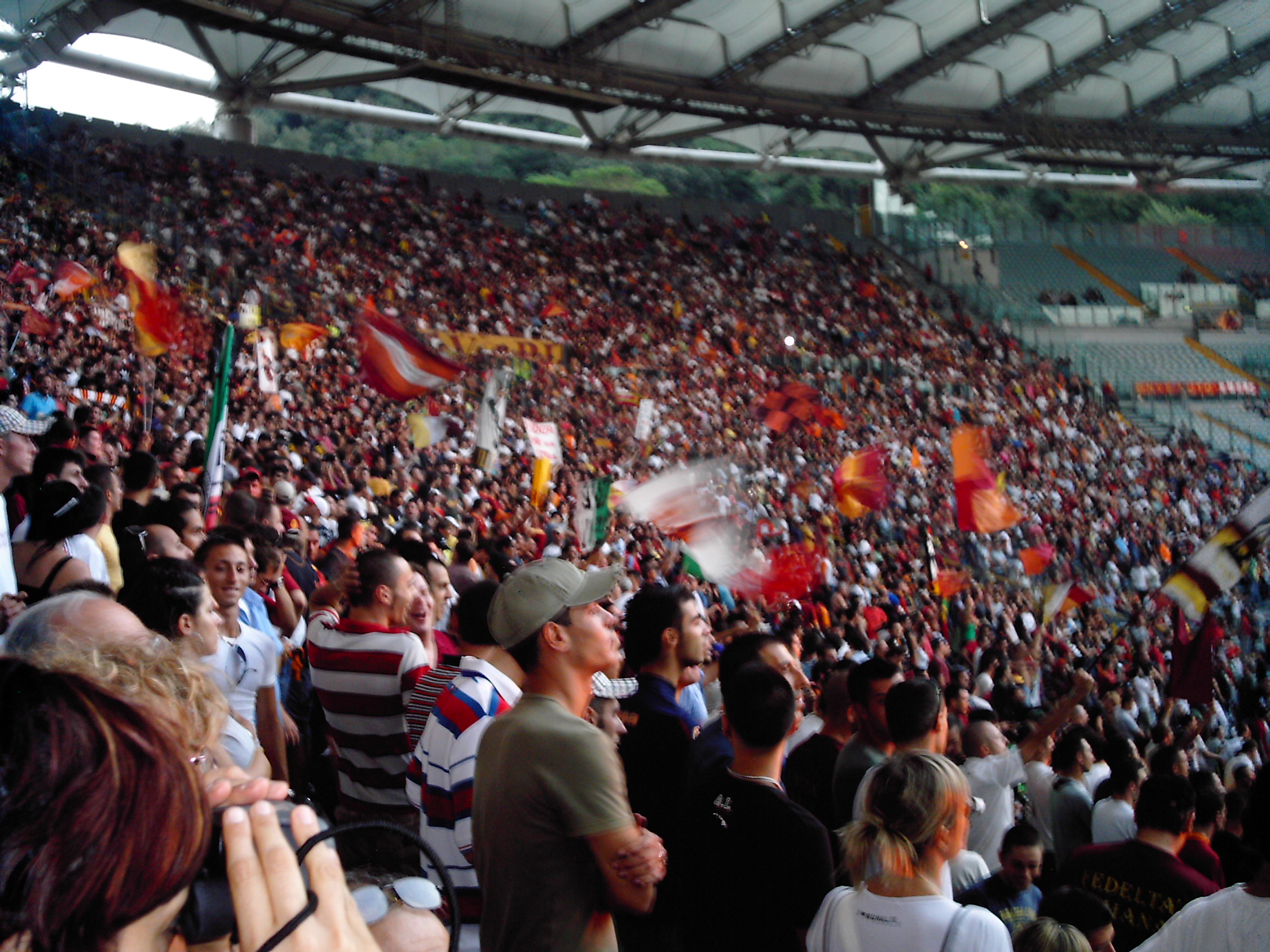
올림피코에서의 로마 팬들의 모습

로마는 이탈리아 축구팀 중 네 번째로 서포터가 많은 팀이다. 이탈리아 축구 팬 가운데 6퍼센트가 로마의 서포터이다.
로마의 팬들은 주로 로마 시내에 분포하지만, 쿠바에도 팬 클럽이 있다.
로마의 모토는 “로마는 논쟁할 대상이 아니라 그저 사랑할 대상일 뿐이다.”(Ma la Roma non si discute, si ama)이다. 그리고 "C'E' SOLO L' ASROMA!"라는 응원문구도 있다.
로마는 많은 라이벌이 있는데, 그중 홈 경기장을 함께 쓰는 SS 라치오에 라이벌 의식이 강하다. 이 두 팀 간의 경기를 데르비 델라 카피탈레라고 한다. 이것은 세계 축구의 더비 경기 중에서도 가장 열정적이고 격렬한 경기 중 하나다.
그리고 팬들은 유벤투스 FC, AC 밀란, FC 인테르나치오날레 밀라노, SSC 나폴리를 라이벌로 생각하고 있다.

## 수상 기록

### 국내 대회
- 이탈리아 챔피언: 3

1941-42, 1982-83, 2000-01
- 코파 이탈리아: 9

1963-64, 1968-69, 1979-80, 1980-81, 1983-84, 1985-86, 1990-91, 2006-07, 2007-08
- 수페르코파 이탈리아나: 2

2001, 2007
- 세리에 B: 1

1951-52

### 국제 대회
- 유러피언 컵
  - 준우승(1) : 1984

- UEFA 유로파리그
  - 준우승(2) : 1991 2023

- UEFA 유로파컨퍼런스리그: 
  - 우승(1) : 2021-22

- 인터시티스 페어스컵: 
  - 우승(1) : 1960-61

- 코파 안글로-이탈리아나: 
  - 우승(1) : 1972

### 훈장
- CONI 체육 훈장 금성장: 1974년

## 기록 및 통계

### 대회 기록

#### 리그 대회
| 등급 | 리그                  | 참가 횟수 | 데뷔 시즌 | 마지막 시즌 | 총계 |
| ---- | --------------------- | --------- | --------- | ----------- | ---- |
| 1부  | 디비시오네 나치오날레 | 3회       | 1927-28   | 1945-46     | 91회 |
| 1부  | 세리에 A              | 88회      | 1929-30   | 2020-21     | 91회 |
| 2부  | 세리에 B              | 1회       | 1951-52   | 1951-52     | 1회  |

#### 컵 대회
| 대회                  | 참가 횟수 | 데뷔 시즌 | 마지막 시즌 | 총계 |
| --------------------- | --------- | --------- | ----------- | ---- |
| 코파 이탈리아         | 72회      | 1935-16   | 2020-21     | 72회 |
| 수페르코파 이탈리아나 | 6회       | 1991      | 2010        | 6회  |
| 유러피언컵            | 1회       | 1983-84   | 1983-84     | 13회 |
| 챔피언스리그          | 12회      | 2001-02   | 2018-19     | 13회 |
| UEFA컵                | 12회      | 1975-76   | 2005-06     | 18회 |
| 유로파리그            | 6회       | 2009-10   | 2020-21     | 18회 |
| 유러피언컵위너스컵    | 6회       | 1969-1970 | 1991-1992   | 6회  |

#### 국내 대회
세리에 A
로마는 최상위 리그에 91회 참가했으며, 그 중 세리에 A에 88회 참가하여, 총 24회 메달권에 들었다:
- 3회 우승 (1941-42, 1982-83, 2000-01)
- 14회 준우승 (1930-31, 1935-36, 1980-81, 1983-84, 1985-86, 2001-02, 2003-04, 2005-06, 2006-07, 2007-08, 2009-10, 2013-14, 2014-15, 2016-17)
- 7회 3위 (1931-32, 1954-55, 1974-75, 1981-82, 1987-88, 2015-16, 2017-18)

세리에 B
로마는 세리에 B에 총 1회 참가하여 1번 승격을 이뤘다:
- 1회 우승 (1951-52)

코파 이탈리아
로마는 코파 이탈리아에 총 72회 참가하여 결승전에 9번 진출했다:
- 9회 우승 (1963-64, 1968-69, 1979-80, 1980-81, 1983-84, 1985-86, 1990-91, 2006-07, 2007-08)
- 8회 준우승 (1936-37, 1940-41, 1992-93, 2002-03, 2004-05, 2005-06, 2009-10, 2012-13)

수페르코파 이탈리아나
로마는 수페르코파 이탈리아나에 총 6회 참가했다:
- 2회 우승 (2001, 2007)
- 4회 준우승 (1991, 2006, 2008, 2010)

#### 국제 대회
챔피언스리그/유러피언컵
로마는 챔피언스리그(구 유러피언컵)에 13회 참가했으며, 총 2회 4위권에 들었다:
- 1회 결승 진출 (1983-84)
- 1회 준결승 진출 (2017-18)

유러피언컵위너스컵
로마는 유러피언컵위너스컵에 6회 참가했으며, 총 1회 4위권에 들었다:
- 1회 준결승 진출 (1969-70)

유로파리그/UEFA컵
로마는 유로파리그(구 UEFA컵)에 18회 참가하여 결승전에 1번 진출했다:
- 1회 결승 진출 (1990-91)

### 경기 기록

#### 리그 홈 경기
- 가장 큰 승리: AS 로마 9:0 크레모네 (1929년 10월 13일)
- 가장 큰 패배: AS 로마 1:7 토리노 FC (1947년 10월 5일)
- 한 경기 최다 득점 무승부:
  - AS 로마 4:4 카타니아 (1964년 5월 31일)
  - AS 로마 4:4 나폴리 (2007년 10월 20일)

#### 리그 원정 경기
- 가장 큰 승리: 알렉산드리아 1:6 AS 로마 (1935년 1월 6일)
- 가장 큰 패배: 유벤투스 FC 7:1 AS 로마 (1932년 3월 6일)
- 한 경기 최다 득점 무승부:
  - AC 밀란 4:4 AS 로마 (1935년 1월 27일)
  - AC 키에보베로나 4:4 AS 로마 (2006년 4월 30일)

#### 승리 기록
- 한 시즌 최다 리그 승: 22 (1930-31, 2000-01, 2006-07)
- 한 시즌 최소 리그 승: 8 (1964-65, 1992-93)
- 최다 리그 연승: 11 (2005-06)

#### 골 득실
- 한 시즌 최다골
  - 84골 (34경기) (1930-31)
- 한 시즌 최소 실점
  - 15골 (30경기) (1974-75)

#### 승점
- 한 시즌 최다 승점
  - 75승점 (34경기) (2000-01)
  - 75승점 (38경기) (2006-07)
  - 80승점 (38경기) (2009-10)
- 한 시즌 최소 승점
  - 18승점 (20경기) (1927-28)

### 개인 기록

#### 출전 기록

##### 모든 대회를 포함한 출전 기록
200경기 이상 AS 로마에서 출전한 선수들만 포함했으며, 2011년 2월 28일 기준이다.
| 이름                       | 포지션     | 출전 | 득점 |
| -------------------------- | ---------- | ---- | ---- |
| 프란체스코 토티            | 공격수     | 786  | 307  |
| 자코모 로시                | 수비수     | 450  | 2    |
| 주세페 잔니니              | 미드필더   | 437  | 75   |
| 아우다이르                 | 수비수     | 415  | 20   |
| 세바스티아노 넬라          | 수비수     | 395  | 20   |
| 프랑코 탄크레디            | 골키퍼     | 382  | 0    |
| 세르히오 산타라니          | 수비수     | 344  | 7    |
| 기도 마세티                | 골키퍼     | 339  | 0    |
| 로베르토 프루초            | 공격수     | 315  | 136  |
| 다미아노 토마시            | 미드필더   | 314  | 19   |
| 브루노 콘티                | 왼쪽윙어   | 304  | 38   |
| 아고스티노 디 바르톨로메이 | 미드필더   | 293  | 64   |
| 아르카디오 벤투리          | 미드필더   | 288  | 17   |
| 풀비오 베르나르디니        | 미드필더   | 286  | 45   |
| 마르코 델베키오            | 공격수     | 269  | 77   |
| 뱅상 캉델라                | 왼쪽수비수 | 253  | 14   |
| 크리스티안 파누치          | 수비수     | 243  | 17   |
| 아메데오 카르보니          | 왼쪽수비수 | 229  | 5    |
| 카를로 안첼로티            | 미드필더   | 227  | 18   |
| 빈첸조 몬텔라              | 공격수     | 225  | 94   |
| 잔카를로 데 시스티         | 미드필더   | 222  | 22   |
| 아틸리오 페라리스 IV       | 미드필더   | 217  | 2    |
| 아메데오 아메데이          | 공격수     | 216  | 101  |
| 프랑코 코르도바            | 미드필더   | 212  | 9    |
| 루지에로 리차텔리          | 공격수     | 209  | 54   |
| 에밀리오 오디              | 왼쪽수비수 | 207  | 4    |
| 파올로 콘티                | 골키퍼     | 205  | 0    |
| 세르히오 안드레올리        | 수비수     | 205  | 13   |
| 포스코 리소르티            | 골키퍼     | 205  | 0    |
| 알시데스 기지아            | 오른쪽윙어 | 201  | 19   |

* = 현재 AS 로마에서 뛰는 선수

##### 세리에 A 최다 출전 기록
다음은 2011년 2월 28일 기준이다.
1. 프란체스코 토티 464
2. 자코모 로시 386
3. 세르지오 산타리니 344
4. 기도 마세티 338
5. 아우다이르 329
6. 주세페 잔니니 318
7. 브루노 콘티 304
8. 프랑코 탄크레디 288
9. 아르카디오 벤투리 288
10. 풀비오 베르나르디니 285
11. 세바스티아노 넬라 281
12. 다미아노 토마시 263
13. 로베르토 프루초 240
14. 아고스티노 디 바르톨로메이 237

프란체스코 토티는 현재 로마의 최다 출전 기록자이다. 1992 시즌부터 15시즌째 로마에서 뛰고 있다.
2008년 2월 28일, 프란체스코 토티가 지안코모 로시를 제치고 세리에 A 최다 출전 기록을 경신했다.

#### 득점 기록

##### 모든 대회를 포함한 득점 기록
다음은 2011년 2월 28일 기준이다.
| 이름                       | 득점 | 출전 |
| -------------------------- | ---- | ---- |
| 프란체스코 토티*           | 250  | 600  |
| 로베르토 프루초            | 136  | 315  |
| 로돌포 볼크                | 103  | 157  |
| 아메데오 아메데이          | 101  | 216  |
| 빈첸초 몬텔라              | 94   | 225  |
| 아벨 발보                  | 78   | 175  |
| 마르코 델베키오            | 77   | 269  |
| 페드로 만프레디니          | 76   | 130  |
| 주세페 잔니니              | 75   | 437  |
| 디노 다 코스타             | 71   | 149  |
| 루디 푈러                  | 69   | 196  |
| 아고스티노 디 바르톨로메이 | 64   | 293  |
| 체자레 아구스토 파사넬리니 | 56   | 167  |
| 루제로 리치텔리            | 54   | 209  |
| 안토니오 카사노            | 52   | 161  |

* = 현재 로마에서 뛰는 선수

##### 한 시즌 최다 리그 골 득점왕
- 29골 로돌포 볼크 (1930-31)
- 28골 엔리케 구이이타 (1934-35)
- 26골 프란체스코 토티 (2006-07)
- 22골 디노 다 코스타 (1956-57)
- 19골 페드로 만프레디니 (1962-63)
- 19골 로베르토 프루쪼 (1985-86)
- 18골 로베르토 프루쪼 (1980-81)
- 15골 로베르토 프루쪼 (1981-82)

## 스폰서
굵은 글씨는 현재 스폰서이다.

### 메인 스폰서
- 바릴라(Barilla): 파스타 업체(첫 공식 스폰서 업체, 1981-82~1993-94)
- 누오바 티레나(Nuova Tirrena): 보험업체(1994-95)
- 이탈리아 보험공사(INA Assitalia): 보험업체(1995-96~2001-02)
- 스트림(Stream): 위성 TV 업체(1999-2000 시즌 코파 이탈리아 경기에서만 사용)
- 마쯔다(Mazda): 자동차 업체(2002-03~2004-05)
- 아쿠아 피우치(Acqua Fiuggi): 물 관련 업체(2005년 11월 19일, 로마-유벤투스 경기에서 사용)
- 방카 인테사(Banca Italease): 은행(2005-06)
- 로마 영화 축제(Festa del Cinema di Roma): (2006년 10월 15일, 레지나-로마전에서 사용)
- 펩시 모음(Pepsi Collection): 음료 업체(2007년 3월 31일, 로마-밀란전에서 사용)
- 윈드(Wind): 전기통신 업체(2007년 7월 1일부터 2009년 6월 30일까지, 옵션으로 3번째 시즌까지 연장 가능)

### 유니폼 스폰서
- 라코스테: (1970-1971 시즌 몇몇 경기)
- 아디다스: (1977-78, 1991-92~1993-94)
- 푸체인: (1979-80)
- 플레이그라운드: (1980-81~1981-82)
- 패트릭: (1982-83~1983-84 반 시즌)
- 카파: (1983-84 반 시즌, 1985-86, 2000-01~2002-03, 2007~13)
- NR(Ennerre): (1986-87~1990-91)
- 아식스: (1994-95~1996-97)
- 디아도라: (1997-98~1999-2000, 2003-04~2006-07)
- 나이키: (현재)

## 같이 보기
- 유럽 클럽 협회